# 레나타 리트비노바
레나타 리트비노바(러시아어: Рената Литвинова, 영어: Renata Litvinova, 1967년 1월 12일 ~ )는 러시아의 배우, 영화 감독, 영화 각본가이다.

## 출연 작품
- 더 노스 윈드 (2021)
- 피터즈버그. 셀피 (2016)
- 어바웃 러브 (2015)
- 걸 앤 데스 (2012)
- 이터널 홈커밍 (2012)
- 리타스 라스트 페어리 테일 (2011)
- 제너레이션 P (2011)
- 멜로디 포 더 바렐-오르간 (2009)
- 쓰레기 (2006)
- 아이 더즌트 헌트 (2006)
- 텔시 루퍼 가방 3부 (2003)
- 스카이. 플레인. 걸 (2002)